# Lophocnema
Lophocnema is een geslacht van vlinders uit de familie wespvlinders (Sesiidae), onderfamilie Tinthiinae.
Lophocnema is voor het eerst wetenschappelijk beschreven door Turner in 1917. De typesoort is Lophocnema eusphyra.

## Soort
Lophocnema omvat de volgende soort:
- Lophocnema eusphyra Turner, 1917